# Robert Allen (Fußballspieler, 1916)
Robert Howard Allen Allen  (* 5. Dezember 1916 in Shepton Mallet; † 16. Februar 2001 ebenda) war ein englischer Fußballspieler.

## Karriere
Allen kam Anfang 1945 noch während des Zweiten Weltkrieges zu Notts County, und kam in der Spielzeit 1944/45 noch zu sechs, in der Übergangssaison 1945/46 zu 15 Einsätzen in den regionalen Wettbewerben der Wartime League, zumeist bildete er hierbei mit Aubrey Southwell das Verteidigerpaar. Mit der Wiederaufnahme des regulären Spielbetriebs zur Saison 1946/47 erhielt George Robinson auf der linken Verteidigerposition den Vorzug. Allens einziger Pflichtspieleinsatz datiert vom  21. September 1946, als er bei einem 2:2-Unentschieden gegen den FC Watford eingesetzt wurde, weil Robinson wegen beruflichen Verpflichtungen nicht zur Verfügung stand.
Im November 1946 verließ er Notts County und wechselte innerhalb der Third Division South zu Bristol City. Auch dort kam er über die Rolle als Ergänzungsspieler nicht hinaus, lediglich je ein Einsatz im FA Cup (9:3 gegen den FC Hayes) und in der Liga (1:1 gegen Brighton & Hove Albion) standen bis zu seinem Abgang am Saisonende zu Buche. Seine fußballerische Laufbahn fand im Non-League football bei Bridgwater Town seine Fortsetzung.